# Kåtamyrtjärnen (Arjeplogs socken, Lappland)
Kåtamyrtjärnen är en sjö i Arjeplogs kommun i Lappland och ingår i Umeälvens huvudavrinningsområde.